# リョービ
リョービ株式会社（英: RYOBI LIMITED）は、広島県府中市に本社を置く企業。世界的なダイカストトップメーカーである。
企業理念は「技術と信頼と挑戦で、健全で活力にみちた企業を築く。」。コーポレートメッセージは「できたらいいなの、その先へ」・「セカイヲ軽クスルカンパニー」。2023年5月18日、本社新館の建設に着手した。

## 概要
前身は浦上豊が1943年に興した三菱電機福山工場（現・福山製作所）のダイカスト製品の下請け「菱備製作所」（りょうびせいさくしょ）。社名は創業当時からの本社所在地の府中市が旧備後国であり、さらに近接の岡山県西部が備中と呼ばれることと、三菱電機の関連会社であったため、同じ音の「両備」を掛け、更に「三菱」から一字を採った（現在は三菱電機との直接のかかわりはないが、後述の通り合弁企業で三菱グループとの資本関係はある）。1972年、創業者・豊の急逝により、後を継いだ長男の浩（現会長）によりCIが実行され「RYOBI」となった。Rを矢印に見立てたシンボルロゴを1975年12月から1993年に使用していた。
なお両備バスを中心とする両備ホールディングスなどの両備グループとは無関係。
1944年からダイカスト製品を製造し、現在の主要生産品目は、自動車関連（シリンダーブロックやトランスミッションケースなど）のダイカスト製パーツであり、国内メーカーはのみならずゼネラルモーターズやフォード・モーター、フォルクスワーゲンといった海外メーカーとも取引がある。設計から製造までの一貫体制が整っており、塗装まで済ませた状態でメーカーに納品できることが強みとされている。
ダイカストの製造技術を生かして1960年代から印刷機器、釣具、パワーツール、建築用品、ドアクローザー、ゴルフクラブなどの製造・販売を行う多角化を進めたが、1990年代末のバブル崩壊後、本業以外の各部門からの撤退を進め、釣具は2000年に上州屋へ営業譲渡、パワーツールは2018年に京セラインダストリアルツールズへ新設分割の上で事業譲渡、オフセット枚葉印刷機製造部門は、業績不振により三菱重工印刷紙工機械（現・三菱重工機械システム）と共同で2013年に準備会社（会社名：アールエム株式会社）を経由し、2014年にリョービMHIグラフィックテクノロジーを設立、分社化された。
また、フォントの販売も行っていたが2012年2月に書体を当時モリサワの子会社であったタイプバンクへ譲渡した。
事業譲渡された当初は譲渡先がリョービブランドは継続して使用していたが、徐々に新規製品へのブランド使用も少なくなり、2022年現在、ブランドとして残存しているのはいずれもライセンス供与による、釣具（上州屋）及び海外販売のパワーツール（香港の創科実業(Techtronic Industries)）のみとなっている。
ゴルフクラブの製造販売を手掛けていたため、スポーツ関係のスポンサーを務めることが多く、広島東洋カープの本拠地であるMAZDA Zoom-Zoom スタジアム広島に長年にわたって広告を出稿し続けているほか、読売ジャイアンツ、中日ドラゴンズ、阪神タイガース、横浜ベイスターズの本拠地球場にも1990年代まで広告を提供。プロ野球中継の影響もあり、1980年代からは全国に名前が知られるようになり、全国区の企業となった（旧広島市民球場に於いてもバックネット裏の看板広告を提供。後楽園球場→東京ドームは1999年に一旦撤退のち2013年現在は再び提供、ナゴヤ球場→ナゴヤドームには1998年まで）。フジテレビ系の「プロ野球ニュース」のスポンサーでもあった。

## 主な拠点
- 本社・広島工場
  - 広島県府中市目崎町762
- 広島東工場
  - 広島県府中市鵜飼町800-2
- 静岡工場
  - 静岡県静岡市清水区蒲原5215-1
- 印刷機器工場
  - 広島県府中市栗柄町444-1

## 沿革
※ 沿革｜会社案内｜RYOBI｜リョービ株式会社（外部サイト）
- 1943年12月16日 ‐ 株式会社菱備製作所を設立。
- 1944年 ‐ ダイカスト製品の製造・販売を開始。
- 1954年 ‐ プラスチック製品の製造を開始。
- 1960年6月 ‐ 広島証券取引所に株式を上場。
- 1961年10月 ‐ 東京証券取引所および大阪証券取引所に株式を上場。
  - オフセット印刷機の製造を開始。
- 1962年 ‐ 蒲原工場（現・静岡工場）の操業を開始。
- 1963年 ‐ ドアクローザの製造販売を開始。
- 1966年 ‐ 三良坂工業株式会社（現・リョービミラサカ）及び御調工業株式会社（現・リョービミツギ）を設立。釣具の製造販売を開始（2000年9月、釣具事業を譲渡）。
- 1968年 ‐ 保険代理業を営む旭産業株式会社を設立。電動工具の製造を開始。
- 1970年 ‐ 株式会社晃文堂（のちのリョービイマジクス）がグループに加わる（2012年4月に吸収合併）。
- 1971年 ‐ 株式会社東和電器（のちのリョービ販売）がグループに加わる（2018年1月、京セラグループへ譲渡）
- 1973年 ‐ リョービ株式会社に商号変更。ゴルフ場を経営するリョービ開発株式会社を設立。
- 1975年 ‐ コーポレートアイデンティティシステム（CIS）を導入。
- 1983年 ‐ ゴルフ用品の製造販売を開始（2002年5月に事業終結）。
- 1985年 ‐ 米国インディアナ州にSheller-Ryobi Corp.（現・Ryobi Die Casting (USA), Inc.）を設立。生野株式会社を設立。
- 1989年 ‐ 株式会社東京軽合金製作所がグループに加わる。
- 1990年 ‐ 英国北アイルランドにRyobi Aluminium Casting (UK) Ltd.を設立。リョービ環境保全委員会を設置。
- 1994年 ‐ 中国に良明（大連）机器有限公司（のち利優比（大連）机器有限公司）を設立（2018年1月、京セラグループに株式の一部を譲渡）。CIを見直し、新しいコーポレートロゴ、カラーを制定。
- 2000年 8月‐ 北米のパワーツール事業を香港の創科實業有限公司に譲渡。
- 2000年9月30日 ‐ 不採算事業の見直しにより、釣具事業を株式会社上州屋へ譲渡。譲渡に際し、上州屋が当社より商標使用許諾を受けて、「RYOBI（リョービ）」ブランドの釣具の製造・販売・アフターサービスを行っている。
- 2001年 ‐ 欧州のパワーツール事業を譲渡。
- 2002年5月31日 ‐ 不採算事業の見直しにより、ゴルフ用品の製造・販売を終了（アフターサービスは2008年3月末に終了）。
  - オセアニアのパワーツール事業を譲渡。
- 2003年 ‐ リョービコンプライアンス委員会を設置。
- 2004年 ‐ 特定非営利活動法人（NPO法人）リョービ社会貢献基金を設立。
- 2005年 ‐ 中国に利優比圧鋳（大連）有限公司を設立。
- 2007年 ‐ メキシコにRDCM, S. de R.L. de C.V.を設立。
- 2008年 ‐ リョービCSR推進委員会を設置。リョービリスク管理委員会を設置。
- 2010年 ‐ 中国に利優比圧鋳（常州）有限公司を設立。
- 2011年10月1日 ‐ 子会社のリョービイマジクスにて行っていたフォント事業をモリサワへ譲渡。リョービイマジクスは2012年4月1日に当社に吸収合併された。
- 2014年1月1日 ‐ 印刷機部門を三菱重工印刷紙工業（現・三菱重工機械システム）のオフセット枚葉印刷機事業と統合、合弁会社「リョービMHIグラフィックテクノロジー」を設立。
- 2017年 ‐ リョービ保育園（1967年開園）を法人化し、事業を承継するリョービライフサービス株式会社を設立。
- 2018年1月10日 ‐ パワーツール事業を新設分割で設立した京セラインダストリアルツールズへ譲渡、同時に京セラインダストリアルツールズ株式の80％を京セラへ売却。
- 2019年4月1日 ‐ 完全子会社の旭テックアルミニウムを吸収合併。
- 2024年 - 京瓷利優比（大連）机器有限公司を事業毎に分割し、建築用品事業承継会社を利優比建筑科技（大連）有限公司に社名変更（パワーツール事業は分離）
  - 富士工業株式会社がリョービグループに加わる。

## テレビ・ラジオコマーシャル活動
- プロ野球ニュース（フジテレビ）、リョービ ‐ ベストフィッシング（テレビ東京）に長年コマーシャルを提供した。
- 現在はネオスポ（テレビ東京、週末版・土曜か日曜）に番組提供している。
- 釣りごろつられごろ（テレビ新広島など）に長年メイン協賛社として番組提供している。
- 山野秀子のちいさなパティオ（中国放送ラジオ）

## エピソード
- 推理作家の内田康夫はCM制作会社を経営していた時、リョービの広告を手掛けていたため、府中のリョービ本社を度々訪れた。この時、現在の会長で当時重役だった浦上浩から聞いた当地・備後地方に伝わる後鳥羽天皇に纏わる伝承（後鳥羽伝説）を素に創作したのが、商業デビュー作『後鳥羽伝説殺人事件』である。この作品は浅見光彦が初登場する内田の出世作としても知られる。浦上はこの前作である『本因坊殺人事件』の主人公の名前に使われている[4]。

## TV番組での紹介
- 2010年11月21日放送のがっちりマンデーにてドアクローザーのシェアNo1企業として紹介された[5]。